# MNBA Neuquén
El MNBA Neuquén o Museo Nacional de Bellas Arte Neuquén es la única sede en el interior de la Argentina en la cual se exhiben obras del patrimonio del Museo Nacional de Bellas Artes. Comenzó a funcionar en su sede provisoria el 15 de diciembre de 2000, con una exposición del artista Julio Le Parc. La sede actual fue inaugurada el 12 de septiembre de 2004 en la ciudad de Neuquén.
El edificio fue proyectado por el arquitecto Mario Roberto Álvarez, siendo premiado en la Bienal Nacional de Arquitectura 2004.
En sus salas se exhibe en forma permanente obras del Patrimonio Nacional, que abarca desde el Renacimiento al Impresionismo, incluyendo el Clasicismo Español, las Escuelas Holandesa e Inglesa, el Romanticismo y el Realismo; sumado a colecciones nacionales integradas por obras de los Precursores, la Generación del ´80, el Grupo de París y las Vanguardias. También se realizan muestras temporarias de artistas nacionales e internacionales del arte universal.